# Paracercion
Paracercion is een geslacht van libellen (Odonata) uit de familie van de waterjuffers (Coenagrionidae).

## Soorten
Paracercion omvat 8 soort:
- Paracercion barbatum (Needham, 1930)
- Paracercion calamorum (Ris, 1916)
- Paracercion dorothea (Fraser, 1924)
- Paracercion hieroglyphicum (Brauer, 1865)
- Paracercion melanotum (Selys, 1876)
- Paracercion plagiosum (Needham, 1930)
- Paracercion sieboldii (Selys, 1876)
- Paracercion v-nigrum (Needham, 1930)